# Laliostominae
Laliostominae – podrodzina płazów bezogonowych z rodziny mantellowatych (Mantellidae). 

## Zasięg występowania
Podrodzina obejmuje gatunki występujące na Madagaskarze.

## Podział systematyczny
Do podrodziny należą następujące rodzaje:
- Aglyptodactylus Boulenger, 1918
- Laliostoma Glaw, Vences & Böhme, 1998 – jedynym przedstawicielem jest Laliostoma labrosum (Cope, 1868)